# El programa de Ana Rosa
El programa de Ana Rosa és un programa de televisió espanyol produït per Unicorn Content per als matins de Telecinco. El format va ser llançat el 10 de gener de 2005 amb bons registres d'audiència. Actualment, s'emet de dilluns a divendres després de La mirada crítica amb una duració aproximada de 195 minuts. Està presentat per la periodista Ana Rosa Quintana.

## Mecànica

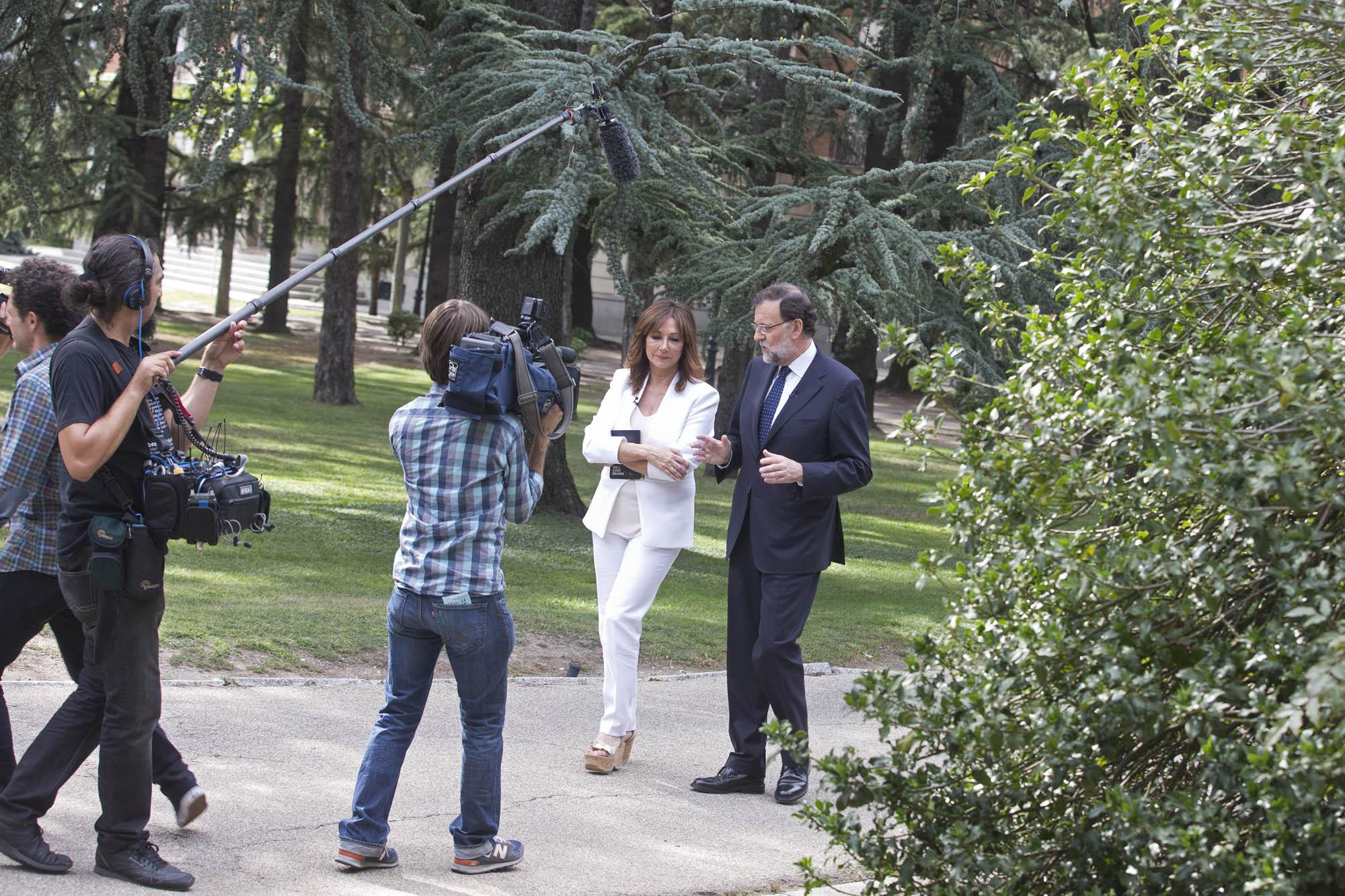
Entrevista a Mariano Rajoy l'any 2015.

És un magazín que aborda l'actualitat des de diferents punts de vista: es fan entrevistes a famosos, reportatges d'investigació, seccions temàtiques, tertúlies i taules de debat com la política, l'actualitat, la societat, etc. També predominen els temes de gran importància social i les cròniques de successos. A més, amb importància menor, es tracta l'actualitat de la premsa rosa.

## Premis i reconeixements
L'espai televisiu, que ha sigut diverses vegades reconegut pels crítics i el públic, ha obtingut en nombroses ocasions diversos trofeus gràcies a les empreses que nominen al programa. Als anys 2007, 2008, 2009 y 2011 va rebre el TP d'Or en la categoria de millor magazín, sent també nominat, per sense premi, l'any 2006. Alhora, la presentadora del format, va obtenir el mateix guardó dintre de la secció com la millor presentadora en els anys 2005, 2006, 2009 i 2010 i va ser nominada sense aconseguir el premi el 2011. D'altra banda, el 2006 va rebre el premi Manuel Alonso Vicedo i el 2011 el Premio Ondas.

## Crítiques
El març de 2014 la Comissió Nacional dels Mercats i la Competència va obrir un expedient al programa per haver emès «escenes i imatges els continguts audiovisuals de les quals poden ser inadequats per a tots els públics».